# Intef
Intef (fl. circa 2140 a.C.) il cui nome è spesso accompagnato da epiteti quale il Vecchio, il Grande (= Intef-Aa) oppure nato da Iku, è stato un nomarca di Tebe durante il Primo periodo intermedio dell'antico Egitto, intorno al 2140 a.C.; in tempi successivi venne considerato come una figura fondatrice dell'XI dinastia egizia, la quale riuscì a riunificare l'Egitto.

## Biografia
| W25 | n&t&f |

| W25 | n&t&f |

Intef non fu un faraone ma un governatore con base a Tebe, ed era almeno formalmente al servizio di un re della VIII dinastia menfita, oppure di un re di Eracleopoli appartenente alla IX o X dinastia. Intef avrebbe esercitato il suo potere verso sud fino ad Assuan, e verso nord non oltre a Copto, che era invece governata da un'altra famiglia di nomarchi locali.
Dopo la sua morte, Intef venne considerato come un capostipite della XI dinastia. Ad esempio, il suo nome appare (posizione 13) nella Sala degli Antenati, costruita oltre 600 anni dopo da Thutmose III per onorare i suoi regali antenati. In essa, a Intef non viene attribuito il tradizionale cartiglio riservato ai re, ma gli vengono associati i titoli di iry-pat haty-a, comunemente tradotti come "Principe ereditario e Governatore".

Intef è con molta probabilità da identificare con il personaggio a cui re Sesostri I della XII dinastia dedicò una statua in postura da scriba (Cairo CG 42005), la cui iscrizione recita: "Realizzata dal Re dell'Alto e Basso Egitto Kheperkara come monumento per suo padre, il principe Intef il Grande [...] nato da Iku".
Intef fu anche oggetto di un culto privato, come dimostra la stele di un ufficiale di nome Maati che fu coevo del re Mentuhotep II. Sulla stele, probabilmente proveniente da el-Tarif ed ora al Metropolitan Museum of Art di New York (inv. 14.2.7), Maati chiede che siano rivolte preghiere a "Intef il Grande, il figlio di Iku".

È possibile che Intef venga menzionato anche su di una stele frammentaria proveniente da Dendera, i cui due pezzi principali si trovano oggi a Strasburgo (inv. 345) ed al Museo Archeologico Nazionale di Firenze (inv. 7595), e sulla quale ad Intef viene attribuito anche il titolo di "Grande Principe delle terre meridionali". L'attribuzione di tale stele ad Intef il Vecchio è comunque ancora oggetto di discussione.
Considerata l'importanza di Intef agli occhi dei posteri, Alan Gardiner ha suggerito che l'illustre nomarca potesse essere menzionato persino nel Canone Reale (colonna 5 riga 12). L'attribuzione rimane comunque congetturale, poiché tale sezione di papiro è completamente mancante.

## Tomba

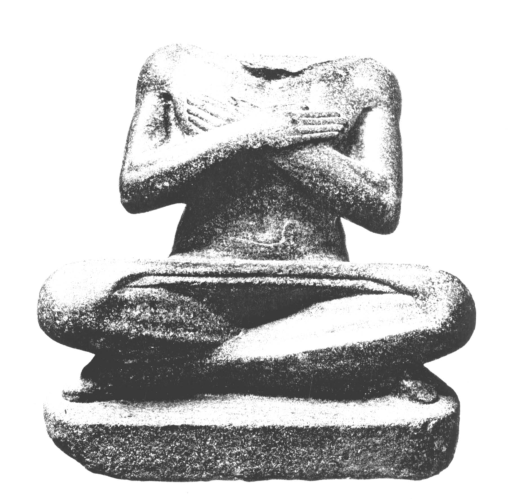
Statua dedicata da Sesostri I ad Intef, qui rappresentato come uno scriba.

Una stele funeraria rinvenuta da Auguste Mariette a Dra Abu el-Naga ed oggi al Museo del Cairo (CG 20009) venne realizzata dal "Principe ereditario Intefi", che su di essa riportò di aver servito un faraone di cui non è menzionato il nome:
"Un'offerta che il re fa ad Anubis, che sta sulla sua montagna, che sta nel luogo dell'imbalsamazione, signore delle terre sacre, perché possa dare al principe ereditario e conte, grande signore del nomo tebano, che soddisfa il re come custode della porta meridionale, grande pilastro di colui che fa vivere le Due Terre, il capo dei profeti devoto al grande dio, Intefi."
Jürgen von Beckerath ha suggerito che si tratti effettivamente della stele funeraria di Intef il Vecchio, in origine posta in una cappella adiacente alla sua tomba.